# Spelartrupper under världsmästerskapet i handboll för herrar 1999
Den här artikeln innehåller alla trupper till Världsmästerskapet i handboll för herrar 1999 som spelades i Egypten mellan 1 och 15 juni 1999.

## Världsmästarna -Sverige
- Förbundskapten:  Bengt Johansson

Målvakter
- 1. Tomas Svensson
- 12. Peter Gentzel

Utespelare
- 2. Martin Boquist
- 3. Magnus Wislander
- 4. Thomas Sivertsson
- 5. Ola Lindgren
- 6. Martin Frändesjö
- 7. Henrik Andersson
- 8. Johan Petersson
- 9. Stefan Lövgren
- 10. Christian Ericsson
- 11. Pierre Thorsson
- 13. Staffan Olsson
- 14. Magnus Andersson
- 15. Mathias Franzén
- 17. Ljubomir Vranjes

## Silver -Ryssland
- Förbundskapten:  Vladimir Maksimov

- Dmitrij Filippov
- Vjatjeslav Gorpisjin
- Oleg Grebnev
- Oleg Chodkov
- Eduard Koksjarov
- Denis Krivosjlykov
- Vasilij Kudinov
- Stanislav Kulintjenko
- Andrej Lavrov
- Igor Lavrov
- Sergej Pogorelov
- Pavel Sukosian
- Dmitrij Torgovanov
- Aleksandr Tutjkin
- Lev Voronin

## Brons -FR Jugoslavien
- Förbundskapten:  Zoran Živković

- Zoran Đorđić
- Nebojša Golić
- Petar Kapisoda
- Branko Kokir
- Ivan Lapčević
- Blažo Lisičić
- Žikica Milosavljević
- Nedeljko Jovanović
- Nenad Maksić
- Dejan Perić
- Nenad Peruničić
- Vladimir Petrić
- Ratko Nikolić
- Dragan Škrbić
- Arpad Šterbik
- Vladan Matić

## Femte plats -Tyskland
- Förbundskapten:  Heiner Brand

- Jan Holpert
- Christian Ramota
- Stefan Kretzschmar
- Stephan Krebietke
- Bogdan Wenta
- Karsten Kohlhaas
- Frank von Behren
- Markus Baur
- Heiko Karrer
- Volker Zerbe
- Bernd Roos
- Michael Menzel
- Christian Schwarzer
- Klaus-Dieter Petersen
- Mike Bezdicek